# Epiproctes
Els epiproctes (Epiprocta) són un dels dos subordres de l'ordre Odonata (libèl·lules, cavallets del diable). És un subordre proposat recentment, i es va crear per a la inclusió dels Anisozygoptera. L'antic subordre Anisoptera és ara un infraordre dins d'Epiprocta, en el qual els anisozigòpters ara són en l'infraordre Epiophlebioptera.

## Filogènia i classificació
Els odonats s'han subdividit tradicionalment en dos subordres, Anisòptera (amb ales desiguals) i Zygoptera (amb les quatre ales similars).
Estudis cladístics sobre la filogènesi dels odonats suggereixen que el subordre Anisoptera es parafilètic (i per tant caldria abandonar-lo), segons mostra el cladograma següent:
|           | Zygoptera                                                                    |
|           |                                                                              |
| Epiprocta | \| \| Anisozygoptera \| \| \| \| \| ___ \| Anisoptera \| \| \| Anisoptera \| |
|           | \| \| Anisozygoptera \| \| \| \| \| ___ \| Anisoptera \| \| \| Anisoptera \| |
|           | Anisozygoptera                                                               |
|           |                                                                              |
| ___       | Anisoptera                                                                   |
|           | Anisoptera                                                                   |

|     | Anisozygoptera |
|     |                |
| ___ | Anisoptera     |
|     | Anisoptera     |